# Fuhrmannodesmus carli
Fuhrmannodesmus carli är en mångfotingart som beskrevs av Kraus 1955. Fuhrmannodesmus carli ingår i släktet Fuhrmannodesmus och familjen Fuhrmannodesmidae. Inga underarter finns listade i Catalogue of Life.